# František Gargulák
František Gargulák (9. června 1889 Husovice – 20. května 1942 Auschwitz) byl český inženýr, námořník, účastník vzpoury v boce Kotorské, pedagog, odbojář a oběť nacismu.

## Život

### Před první světovou válkou
František Gargulák se narodil 9. června 1889 v Husovicích u Brna v rodině kováře Františka Garguláka a tovární dělnice Alžběty, rozené Bradáčkové, jako jedno z jejich dvanácti dětí. Vystudoval strojnické oddělení na Vyšší státní průmyslové škole v Brně. V roce 1910 byl povolán k roční prezenční vojenské službě u c. a k. válečného námořnictva. V jejím rámci absolvoval námořní strojní školu v Pule. Opět povolán byl v roce 1912 a zařazen do strojní služby na pancéřovém křižníku SMS Kaiser Karl VI. a to během první balkánské války, která skončila v květnu 1913.

### První světová válka
František Gargulák pracoval v prvních letech první světové války jako strojní konstruktér v rodných Husovicích. Poté byl opět povolán na palubu pancéřového křižníku SMS Kaiser Karl VI., na kterém poté sloužil. V roce 1916 se oženil s úřednicí Marií Jurnou. Během námořní služby byl vyšetřován pro nepovolenou distribuci pohlednic Matice školské a spolku Komenský. Dne 1. února 1918 vypukla v Boce Kotorské vzpoura rakousko-uherských námořníků a dělníků loděnic. František Gargulák byl společně s Josefem Dědem zvolen mluvčím posádky jeho mateřského křižníku. Byl též členem osmičlenné delegace vyjednávající s admirálem Alexandrem Hansou. Po potlačení vzpoury 3. února 1918 byl společně s dalšími vězněn, propuštěn byl 17. října téhož roku po amnestii vyhlášené císařem Karlem I.

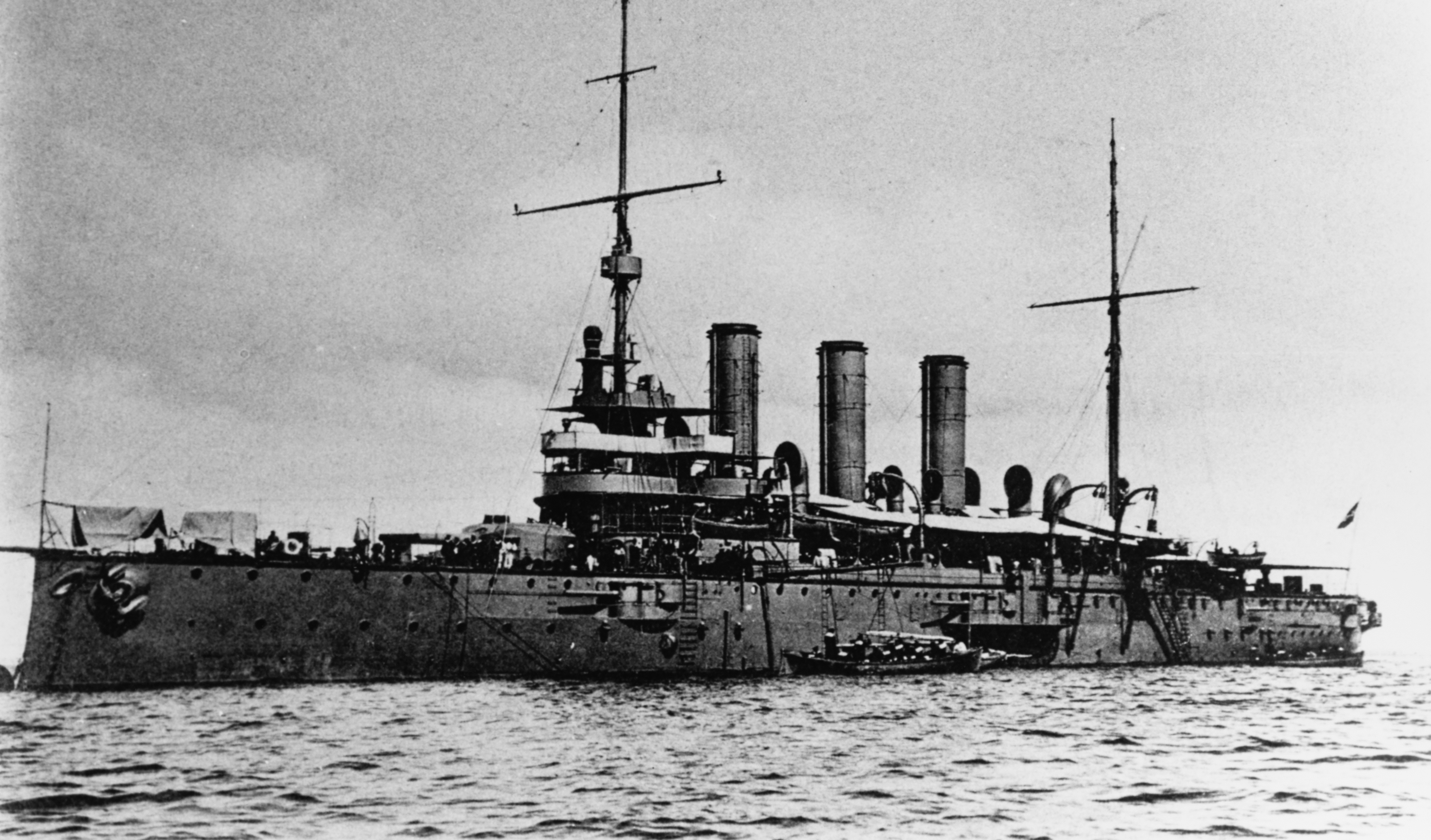
Pancéřový křižník SMS Kaiser Karl IV.

### Mezi světovými válkami
Po návratu do Československa pracoval František Gargulák jako strojní inženýr v První brněnské strojírně, následně přešel na pedagogickou dráhu a stal se ředitelem Živnostenské pokračovací školy kovodělné v Brně. Byl otcem tří dětí: Jaromíra, Luďka a Libuše. Byl aktivním Sokolem v Husovicích a od roku 1931 předsedou brněnské pobočky Československé obce bývalých námořníků a účastníků námořního odboje na Jadranu.

### Druhá světová válka
Po německé okupaci v březnu 1939 vstoupil František Gargulák do sokolského protinacistického odboje. Za to byl 9. října 1940 zatčen gestapem, vězněn byl ve věznici v Brně Pod Kaštany a poté převezen do koncentračního tábora Auschwitz. Zde 20. května 1942 zahynul.

## Posmrtná ocenění
- Františku Gargulákovi byl v roce 1946 in memoriam udělen Československý válečný kříž 1939 a na návrh z roku 1950 Pamětní odznak druhého národního odboje
- Po Františku Gargulákovi byla v roce 1946 pojmenována jedna z ulic v jeho rodných Husovicích[2]
- Františku Gargulákovi byla v roce 2010 v místě setkávání členů Československé obce bývalých námořníků a účastníků odboje na Jadranu na domě U Medvídků v Praze odhalena pamětní deska
- Františku Gargulákovi byl v roce 2021 ve Ferrerově ulici čp. 8/01, kde žil od dvacátých let dvacátého století, umístěn Kámen zmizelého[3]